# Hirmine
Hirmine (en grec antic Ὑρμίνη) era una ciutat de l'Èlida situada vora la costa, de la que Homer diu que era una de les ciutats dels epeus. La menciona al "Catàleg de les naus" de la Ilíada. Era considerada la ciutat més antiga dels epeus, ja que va ser fundada per Acte, fill d'Hirmine, la filla d'Epeu.
A l'època d'Estrabó la ciutat havia desaparegut, però al seu lloc o molt proper, hi havia un turó rocós prop del mont Cilene que s'anomenava Hormina o Hirmina. De la ciutat en parlen també Pausànias, Plini el Vell i Esteve de Bizanci.